# Otavia
Otavia es un género de esponja fósil encontrado en Namibia en el parque nacional Etosha. Se ha afirmado que es el fósil animal más antiguo, ya que se encontró en una roca de hace entre 760 y 550 millones de años, los fósiles más antiguos de animales que se conocían eran de la biota Ediacara. El género recibió su nombre del Grupo Otavi en el que se encontraron los fósiles. Los fósiles más antiguos de Otavia son del período Tónico, antes de la glaciación criogénica, pero los últimos encontrados pertenecen a las rocas del Grupo Nama, que son del período Ediacárico.
La forma de los fósiles es irregular pero redondeada. El tamaño varía de un tercio de milímetro a 5 mm (0,20 pulgadas). Son huecos por dentro y tienen muchos agujeros pequeños, como osculum, que conectan el interior con el exterior. El material de la pared exterior es predominantemente fosfato de calcio.
Se discuten las afinidades de estos fósiles, junto con otras evidencias paleontológicas de esponjas precámbricas.